# Joshua Hedberg
Joshua Hedberg (29 de enero de 2007) es un deportista estadounidense que compite en saltos de plataforma. Ganó una medalla de bronce en el Campeonato Mundial de Natación de 2025, en la prueba de plataforma 10 m sincro.

## Palmarés internacional
| Campeonato Mundial | Campeonato Mundial  | Campeonato Mundial | Campeonato Mundial     |
| Año                | Lugar               | Medalla            | Prueba                 |
| ------------------ | ------------------- | ------------------ | ---------------------- |
| 2025               | Singapur (Singapur) | Medalla de bronce  | Plataforma 10 m sincro |